# 신길동 (서울)
신길동(新吉洞)은 서울특별시 영등포구의 법정동이다.

## 개요
여의도와 샛강을 경계로 마주보고 있는 신길동은 조선시대에 서울로 들어오는 방학호진(放鶴湖津) 나루터가 있었던 곳으로 알려진 교통의 요지였고 평평한 들판에 농업을 주로 하던 생활터전이었다. 신길동의 동명의 유래는 알 수 없으나 포구로서 신길(新吉)이란 새로운 좋은 일이 마을에 많이 생기기를 기원하는 뜻에서 붙여진 것으로 추정된다.

## 역사
- 1946년 10월 1일 : 신길동
- 1955년 4월 18일 : 신길동을 신길제1~4동으로 고침
- 1959년 10월 31일 : 신길제1~4동을 신길동·신광동·신풍동·신남동으로 고침
- 1970년 5월 5일 : 신길동을 신길제1동으로 고치고, 신광동을 신길제2동으로 고치고, 신풍동을 신길제3동으로 고치고, 신남동을 신길제4동으로 고침
- 1975년 10월 1일 : 신길제3동을 신길제3동·신길제5동으로 고치고, 대방동·신대방동 일부를 신길제6동으로 고침
- 1977년 9월 1일 : 신길제6동을 신길제6동·신길제7동으로 고침
- 2008년 9월 1일 : 영등포제1동·신길제2동을 영등포본동으로 고침

## 법정동
- 신길동

## 교육
- 서울대방초등학교
- 서울우신초등학교
- 서울도림초등학교
- 서울영원초등학교
- 신길중학교
- 서울장훈고등학교
- 영신고등학교
- 대영고등학교
- 한국제과학교

## 교통
- ● 수도권 전철 1호선
  - 신길역
- ● 수도권 전철 5호선
  - 신길역
- ● 서울 지하철 7호선
  - 보라매역 - 신풍역
- ● 서울 경전철 신림선
  - 보라매역
- ● 신안산선 (공사 중)
  - 신풍역

## 아파트
| 단지명                   | 건설사              | 시행사                                      | 주소                   | 입주        | 비고              |
| ------------------------ | ------------------- | ------------------------------------------- | ---------------------- | ----------- | ----------------- |
| 신길 래미안 1단지        | 삼성물산㈜ 건설부문 | 신길2-3지구 주택재개발조합                  |                        | 2001년 6월  |                   |
| 신길 래미안 2단지        | 삼성물산㈜ 건설부문 | 신길2-3지구 주택재개발조합                  |                        | 2001년 6월  |                   |
| 래미안 프레비뉴          | 삼성물산㈜ 건설부문 | 신길11재정비촉진구역 주택재개발정비사업조합 | 영등포구 가마산로 442  | 2015년 12월 | 신길11구역 재개발 |
| 래미안 에스티움          | 삼성물산㈜ 건설부문 | 신길7재정비촉진구역 주택재개발정비사업조합  | 영등포구 신풍로 77     | 2017년 4월  | 신길7구역 재개발  |
| 보라매 경남아너스빌      | 경남기업            | 경남기업                                    | 영등포구 여의대방로 25 | 2005년 8월  |                   |
| 신길 센트럴 아이파크     | 현대산업개발        | 신길14재정비촉진구역 주택재개발정비사업조합 | 영등포구 가마산로 426  | 2019년 2월  | 신길14구역 재개발 |
| 신길 센트럴자이          | ㈜지에스건설        | 신길12재정비촉진구역 주택재개발정비사업조합 | 영등포구 신길로29길 17 | 2021년 4월  | 신길12구역 재개발 |
| 신길 파크자이            | ㈜지에스건설        | 신길8재정비촉진구역 주택재개발정비사업조합  | 영등포구 신길로28길 25 | 2022년 2월  | 신길8구역 재개발  |
| 신길 더샵 파크프레스티지 | 포스코건설          | 신길3재정비촉진구역 주택재개발정비사업조합  |                        | 2022년 11월 | 신길3구역 재개발  |
| 보라매 SK VIEW           | ㈜에스케이건설      | 신길5재정비촉진구역 주택재개발정비사업조합  |                        | 2020년 2월  | 신길5구역 재개발  |
| 힐스테이트 클래시안      | 현대건설            | 신길9재정비촉진구역 주택재개발정비사업조합  |                        | 2020년 12월 | 신길9구역 재개발  |